# Chatari
Chatari (nepalski: चतरी) – gaun wikas samiti we wschodniej części Nepalu w strefie Sagarmatha w dystrykcie Siraha. Według nepalskiego spisu powszechnego z 2001 roku liczył on 426 gospodarstw domowych i 2378 mieszkańców (1221 kobiet i 1157 mężczyzn).